# Wilhelm Schmidt (Ethnologe)

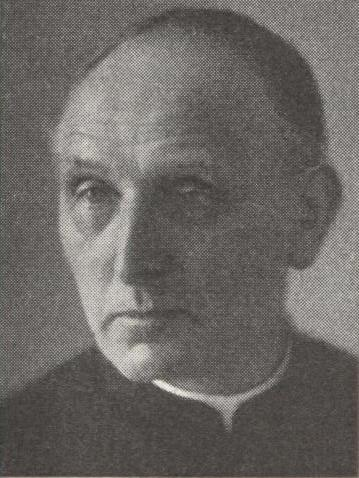
Pater Wilhelm Schmidt SVD

Wilhelm Schmidt SVD (* 16. Februar 1868 in Hörde (heute Dortmund); † 10. Februar 1954 in Freiburg im Üechtland) war ein deutsch-österreichischer römisch-katholischer Priester, Religionswissenschaftler, Sprachwissenschaftler und Ethnologe. Er war Begründer der „Wiener Schule“ der Kulturkreislehre, die eine Universalgeschichte der Kultur zu erstellen versuchte, und gleichzeitig der bedeutendste weltweit vergleichende Sprachwissenschaftler der ersten Hälfte des 20. Jahrhunderts.

## Leben
Wilhelm Schmidt war Sohn eines Hüttenarbeiters. Der Pfarrer seiner Heimatgemeinde bewog ihn 1883, nach Beendigung der Volksschule, in die Schule der 1875 gegründeten Missionsgesellschaft der Missionare vom Göttlichen Wort (Societas Verbi Divini) in Steyl (Niederlande) einzutreten. Dort machte Schmidt 1888 sein Abitur und trat anschließend in den Orden ein. Die Priesterweihe erfolgte am 22. Mai 1892 in Steyl.
Von 1893 bis 1895 studierte er orientalische Sprachen sowie islamische Theologie bei Martin Hartmann am Seminar für Orientalische Sprachen der Universität Berlin. Schmidts Ordensobere bestimmten ihn für eine Professur am österreichischen Ausbildungshaus des Ordens, dem Missionshaus St. Gabriel in Mödling. Von hier aus entwickelte Schmidt in der Folgezeit seine Aktivitäten und prägte die Wiener Schule der Ethnologie.
In St. Gabriel unterrichtete Schmidt ab 1895 zunächst Griechisch, später auch Hebräisch und Rhetorik. 1896 begann die missionarische Tätigkeit des Ordens in Papua-Neuguinea. Der Briefwechsel mit Missionaren in Neuguinea und Togo weckten sein Interesse für Sprache und Kultur von Naturvölkern. Gleichzeitig knüpfte er Kontakte zu Wiener Orientalisten und Ethnologen, so dass sich seine autodidaktisch erworbenen Kenntnisse auf weite Gebiete Asiens, Afrikas, Polynesiens und Melanesiens ausdehnten. Seine sprachvergleichenden Studien fanden bald Beachtung in den wissenschaftlichen Kreisen Wiens. Wie andere seiner Mitbrüder nahm Schmidt 1902 die österreichische Staatsangehörigkeit an.
1906 begründete er am Missionshaus St. Gabriel die Zeitschrift „ANTHROPOS“-Internationale Zeitschrift für Völker und Sprachenkunde, wobei ihn besonders Ferdinand Hestermann unterstützt hat.  Am 27. September 1906 hielt er bei der Jahresversammlung der Görres-Gesellschaft in Bonn einen Vortrag mit dem Thema Der Entwicklungsgedanke in der Religionswissenschaft. Der Vortrag wurde zum Ausgangspunkt für sein vom Krieg unterbrochenes, am Ende zwölfbändiges Werk Der Ursprung der Gottesidee. Im Ersten Weltkrieg war er Feldkaplan des Kaisers Karl I.
Seit 1921 war Schmidt Dozent am Lehrstuhl für Anthropologie und Ethnographie der Universität Wien. Von 1924 bis 1927 leitete Otto Reche dieses Institut unter dem Primat der Rassenforschung. Nach Reches Wechsel nach Leipzig wurden in Wien die Forschungsfelder Ethnografie und physische Anthropologie getrennt. 1929 initiierte Schmidt das Institut für Völkerkunde, das von seinem Mitbruder Wilhelm Koppers geleitet wurde. Die Wiener Kulturkreislehre war an diesem Institut die vorherrschende Lehrmeinung.
1925 wurde Schmidt beauftragt, die Bestände des damaligen, der Congregatio de Propaganda Fide zugeordneten vatikanischen Missionsmuseums zu sichten sowie zu dokumentieren und daraus die Dauerausstellung eines neuen, dem Stande der ethnologischen Forschung entsprechenden Museums aufzubauen. Dabei unterstützte ihn sein Mitbruder Martin Gusinde. Das Pontificio Museo Missionario-Etnologico Lateranense konnte im Dezember 1927 eröffnet werden. Schmidt leitete es bis 1939 als Direktor. Ende 1931 wurde er auch Direktor des neuen Anthropos-Instituts in Mödling. Im Zusammenhang mit Universitätsgründungen in Asien konnte Schmidt 1935 seine einzige größere Auslandsreise unternehmen, die ihn über die USA nach Japan und China führte.
Nach dem Anschluss Österreichs wurde Schmidt von den Nationalsozialisten kurz verhaftet und unter Hausarrest gestellt. Sein langjähriger Mitbruder Ferdinand Hestermann, der inzwischen in Münster lehrte, soll rechtzeitig Freunde am Museo Missionario-Etnologico in Rom benachrichtigt haben, sodass Schmidt durch Intervention des Papstes wieder frei kam. Schmidt emigrierte im April 1938 zunächst nach Rom und im November 1938 schließlich in die Schweiz. Das Anthropos-Institut wurde im selben Jahr von Mödling ins Château Froideville, ein Patrizierhaus in Hauterive, verlegt.
1941 erhielt Schmidt einen Ruf an die Universität Freiburg (Schweiz). Bis 1948 war er hier tätig, umgeben von Mitgliedern seines Ordens wie Paul Schebesta, Georg Höltker, Wilhelm Koppers und Joseph Henninger. Am 10. Februar 1954 starb Wilhelm Schmidt in Freiburg im Üechtland im Alter von 85 Jahren. Er wurde in St. Gabriel in Mödling beigesetzt.

## Politische Ansichten und NS-Widerstand
Schmidt publizierte unter anderem in der katholischen Zeitschrift Schönere Zukunft. Er unterstützte den späteren Bürgermeister von Wien, Karl Lueger, und dessen Christlichsoziale Partei. Schmidt war ein erklärter Gegner des französischen Religionsgeschichtlers Salomon Reinach (1858–1932) und von Materialismus und Kommunismus. Zudem war er ein erklärter Antisemit. Zu Weihnachten 1933 rief er dazu auf, nicht in jüdischen Geschäften zu kaufen. Hans Waldenfels verweist dagegen auf Schmidts Entschluss, nach dem Anschluss Österreichs in die neutrale Schweiz umzusiedeln. Im Verlauf des Krieges war er im Widerstand gegen das Dritte Reich aktiv; er förderte eine katholisch-monarchistische Zelle namens Patria mit vatikanischen Geldzuweisungen und vermittelte in zahlreichen Briefen Kontakte zwischen konservativen katholischen Regimegegnern, britischem Geheimdienst und Wehrmacht-Deserteuren.

## Forschungsinteresse
Schmidts Methode bestand aus der Verbindung von konstruktiv-synthetischer Theoriebildung mit dem Bemühen um deren historisch-empirischer Verifizierung. Er war bestrebt, den christlichen Glauben zu rechtfertigen und mit Hilfe seiner Forschungen wissenschaftlich zu fundieren. Dabei versuchte er nachzuweisen, dass es zwischen den verschiedenen Kulturen und ihren Religionen eine ursprüngliche Einheit gibt.
Schmidt war im Gegensatz zu Leo Frobenius nicht nur ein Vertreter des Diffusionismus, sondern auch der Kulturkreis-Konzeption. Von der Existenz eines „ursprünglichen Monotheismus“ überzeugt, machte er sich auf die Suche nach dem „Ursprung der Gottesidee“. So beauftragte er seine Ordensbrüder, während ihrer Missionsreisen empirisches Material zur Untermauerung der Theorie eines idealen Urzustandes der Menschheit, der in früher Zeit geherrscht haben soll, heranzuschaffen. So konnte er reichhaltiges Material verarbeiten, das ihm zahlreiche Missionare und Mitarbeiter aus der ganzen Welt zusammentrugen.
Schmidts These eines Urmonotheismus wurde nicht von allen Wissenschaftlern geteilt, weil sie dem Paradigma einer Höherentwicklung widerspricht (siehe auch: Sackgassen der ethnologischen Religionsforschung). Die von ihm begründete „Wiener Schule“ leitete ein ethnografisches Forschungsprogramm in die Wege, das von Martin Gusinde (SVD) und anderen Patres unter anderem in Feuerland und Afrika durchgeführt wurde. Sie spielt heute in der Forschung keine Rolle mehr. Als Problem erwies sich nicht zuletzt, dass die von Schmidt rekonstruierte Urkultur, Urreligion und Uroffenbarung in einem nicht weiter lokalisierbaren angenommenen prähistorischen Stadium verbleiben.
Auch als Sprachwissenschaftler hat Schmidt Bedeutendes geleistet. Er legte als erster eine wissenschaftliche Klassifikation der australischen Sprachen vor und war mit seinen Arbeiten zur Sprachtypologie, insbesondere zur Wortstellungstypologie, ein wichtiger Wegbereiter Joseph Greenbergs (vgl. Schmidt 1926). Entsprechend seinen ethnologischen und religionswissenschaftlichen Intentionen versuchte Schmidt über verwandte Sprachkreise zu den Primärsprachen und über diese zu einer gemeinsamen Ursprache vorzudringen. Obwohl die Linguistik dadurch in der Folgezeit den nur oral zugänglichen Sprachen der Primitivvölker größere Beachtung schenkte, überzeugte sie Schmidts sprachwissenschaftliche Grundthese nicht.

## Auszeichnungen
- Ehrendoktor der Rheinischen Friedrich-Wilhelms-Universität Bonn
- Ehrendoktor der Universität Mailand
- Ehrendoktor der Universität Peking
- Ehrendoktor der Universität Uppsala
- Ehrendoktor der Universität Wien

## Werke
- Die moderne Ethnologie / L’Ethnologie moderne. In: Anthropos, Band 1, Heft 1, 1906, S. 134–163, 318–387, 593–643, 950–997 (deutsch/französisch)
- Der Ursprung der Gottesidee. Eine historisch-kritische und positive Studie. 12 Bände (1912–1955). Aschendorff, Münster.
- Die Sprachfamilien und Sprachkreise der Erde. (Kulturgeschichtliche Bibliothek). Winter, Heidelberg 1926, ISBN 3-87118-276-1.
- Handbuch der vergleichenden Religionsgeschichte, zum Gebrauch für Vorlesungen an Universitäten, Seminaren usw. und zum Selbststudium. Aschendorff, Münster 1930.
- mit Wilhelm Koppers: Handbuch der Methode der kulturhistorischen Ethnologie. Aschendorff, Münster 1937.
- Das Eigentum auf den ältesten Stufen der Menschheit. 3 Bände (1937–1942). Aschendorff, Münster.
- Rassen und Völker in Vorgeschichte und Geschichte des Abendlandes. Band 1–3. Stocker, Luzern 1946.
- Das Mutterrecht. Verlag der Missionsdruckerei St. Gabriel, Wien-Mödling 1955.